# Jenynsia weitzmani
Jenynsia weitzmani är en fiskart som beskrevs av Ghedotti, Meisner & Lucinda 2001. Den ingår i släktet Jenynsia och familjen fyrögonfiskar. Utbredningsområdet sträcker sig över den neotropiska regionen i Brasilien, där arten företrädesvis lever i floder i inlandet. Inga underarter finns listade i Catalogue of Life.

## Fortplantning
I likhet med alla andra arter i släktet är Jenynsia weitzmani ovovivipar, och lägger sålunda inte rom utan föder levande ungar, på samma sätt som många i den närbesläktade familjen levandefödande tandkarpar (Poeciliidae), där bland annat guppy och svärdbärare ingår. Precis som hos dessa är hanens analfena omvandlad till ett gonopodium, som används för att befrukta honan.